# Ebeneser, Söråker
Ebeneser är en vit kyrkobyggnad av trä i Söråker i Timrå kommun (strax NO om Sundsvall) som är täckt med ett svart plåttak. Alltsedan dess uppförande har den hört till baptistförsamlingen Ebeneser Söråker, en församling som grundades som Hässjö baptistförsamling redan 1856 och idag hör till Evangeliska frikyrkan.

## Kyrkobyggnaden

### Kapellet/Lilla salen
Hässjö baptistförsamling grundades 1856 av fem personer. 1876 kunde man inviga sitt första kapell, en byggnad som idag utgör sidobyggnaden till kyrkobyggnaden. Kapellet från början även som skolhus. Det var församlingen själv som bekostade och drev skolan, en på sin tid unik verksamhet, en sorts föregångare till nutidens friskolor. Skolverksamheten kom att finnas i Ebenser i 41 år, ända fram till 1903, då den ersattes av bygdens nybyggda Ala skola några hundra meter bort. Idag används nedre våningen av denna del till serveringsrum (Lilla salen). Övriga delen av det gamla kapellet är bostadslägenhet.

### Ebeneser
Efterhand som församlingen växte uppstod ett behov av större lokaler. Bara år 1891 döptes 88 personer i församlingen. Ritningar till en ny kyrka i trä, orienterad i nordost-sydvästlig riktning, togs 1898 fram av Per Österlund Efter att en del av det gamla kapellet rivits för att bereda plats för kyrkan kunde första stenen läggas den 31 december 1888. Knappt ett år senare, söndagen den 26 november 1899 kunde den nya kyrkan invigas. Namnet Ebeneser fick kyrkan efter beslut på ett församlingsmöte i januari 1910.

## Interiör
Kyrkans innerväggarna är idag målade i ljust ljust grön nyans vackert inramad av ljusgråa lister och smyckas av en lila bård vid innertakets nederkant. I anslutning till kyrksalen finns, på samma plan, ett serveringsrum och kök.

## Koret och dopgraven

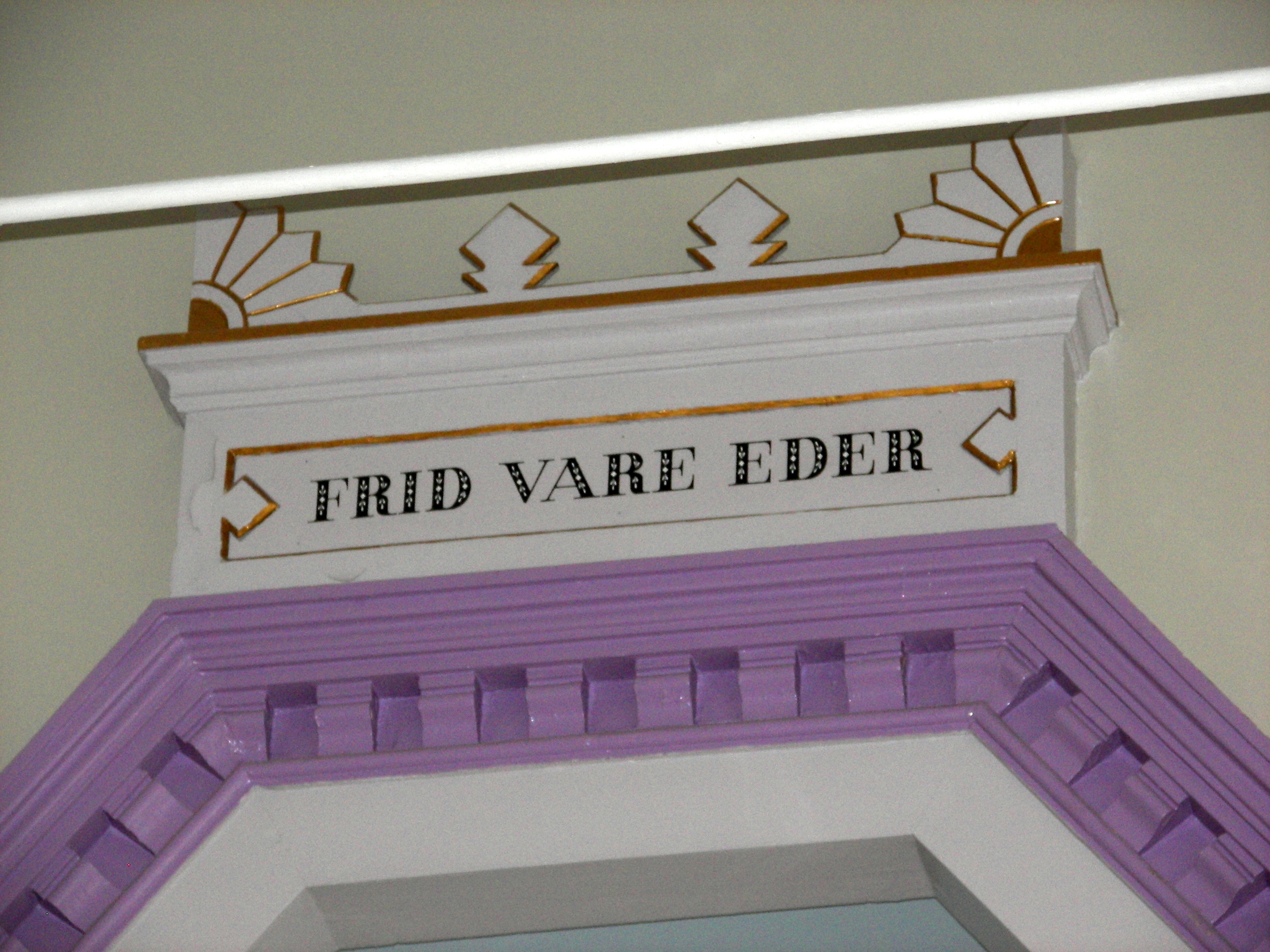
Frid vare eder

Upp mot taket, över det upphöjda koret, där dopgraven är placerad, står texten "Frid vare eder". Text är hämtad från Luk 24:36 och är de ord Jesus skänker sina lärjungar när han visar sig för dem efter sin återuppståndelse.

## Några av pastorerna i församlingen
- 1893-1906 Erik Åkerlind
- 1906-1913 Julius Berglund
- 1932-1936 Erik Åkerlind
- 1939-1942 Gunnar Öhlén
- 1948-1954 Josef Ehliar
- 1956-1971 Gustaf Uppgård
- 1974-1978 Olof Hamrin